# Mycalesis eleutheria
Mycalesis eleutheria är en fjärilsart som beskrevs av Hans Rebel 1911. Mycalesis eleutheria ingår i släktet Mycalesis och familjen praktfjärilar. Inga underarter finns listade i Catalogue of Life.